# Z24 (駆逐艦)
Z24はドイツ海軍の駆逐艦。1936A型。

## 艦歴
1939年1月2日起工。1940年3月7日進水。1940年10月23日就役。
1941年6月フランスへ進出。その後ノルウェー北部へ進出する。12月16日、Z24と駆逐艦Z23、Z25、Z27の4隻はキルケネスから出撃、翌17日に白海入り口でイギリスの掃海艇スピーディ、ハザードと交戦した。この戦闘ではハザードが損傷した。ドイツ側の損害はなし。同月、同じ4隻の駆逐艦は、イギリス軍の攻撃を受けたロフォーテン諸島の沖に展開した。
1942年1月20日、キルケネスで駆逐艦Z23と衝突、ドイツ本国に戻って修理を行う。3月、修理が完了したZ24はトロンハイムへ向かう重巡洋艦アドミラル・ヒッパーの護衛に従事する。同月28日、Z24、Z25、Z26の3隻の駆逐艦はキルケネスを出撃し敵PQ13船団の攻撃に向かった。29日、貨物船1隻を撃沈後、3隻は船団の護衛の軽巡洋艦トリニダードと駆逐艦エクリプスと交戦し、Z26が撃沈された。
4月11日、ヘルマン・シェーマン、Z25と共にキルケネスからPQ14船団の攻撃に出撃したが、敵船団を発見できずに終わった。4月30日夜、ヘルマン・シェーマン、Z24、Z25の3隻は再び敵船団攻撃に出撃した。5月1日午後、敵QP11船団を発見し攻撃をかけるが、敵の護衛に阻まれほとんど戦果をあげられなかった。船団護衛に失敗したドイツ駆逐艦は、今度は潜水艦の雷撃で損傷していた軽巡洋艦エディンバラの攻撃に向かった。5月2日朝、エディンバラを発見して攻撃し、エディンバラを沈めるが、ドイツ側もヘルマン・シェーマンを失った。
7月にZ24はドイツに戻り、改装を受ける。
1943年1月、バルト海からノルウェーへ移動する巡洋戦艦シャルンホルストと重巡洋艦プリンツ・オイゲンの護衛に従事する。しかし、偵察機に発見されたことからこの移動は途中で中止された。
3月、フランスへ進出。以後封鎖突破船の護衛などに従事した。そのような任務の一つ、1943年12月に封鎖突破船アルステルウーファーに出撃した時は、Z24も含むドイツ艦隊はイギリスの軽巡洋艦エンタープライズとグラスゴーに迎撃されて駆逐艦Z27と水雷艇T25、T26の3隻を失った。
1944年6月9日、Z24と駆逐艦Z32、ZH1、水雷艇T24はロスコフ沖で優勢な敵艦隊と戦闘になった。この戦闘でZ32とZH1が失われた。Z24も大破したが、退避に成功しブレストに帰投した。
8月24日、Le Verdonに停泊中にイギリス軍機の攻撃を受けて大破、翌日転覆し沈没した。